# Льгота-Велика (Малопольське воєводство)
Льгота-Велика (пол. Lgota Wielka) — село в Польщі, у гміні Вольбром Олькуського повіту Малопольського воєводства.
Населення — 307 осіб (2011).
У 1975-1998 роках село належало до Катовицького воєводства.

## Демографія
Демографічна структура станом на 31 березня 2011 року:
|          | Загалом | Допрацездатний вік | Працездатний вік | Постпрацездатний вік |
| -------- | ------- | ------------------ | ---------------- | -------------------- |
| Чоловіки | 144     | 30                 | 90               | 24                   |
| Жінки    | 163     | 37                 | 83               | 43                   |
| Разом    | 307     | 67                 | 173              | 67                   |